# Geneve-sik
Geneve-sik (Coregonus hiemalis) är en fiskart som beskrevs av Jurine 1825. Geneve-sik ingår i släktet Coregonus och familjen laxfiskar. IUCN kategoriserar arten globalt som utdöd. Inga underarter finns listade i Catalogue of Life.